# Fußballclub Carl Zeiss Jena 2008-2009
Questa voce raccoglie le informazioni riguardanti il Fußballclub Carl Zeiss Jena nelle competizioni ufficiali della stagione 2008-2009.

## Stagione
Nella stagione 2008-2009 il Carl Zeiss Jena, allenato da Henning Bürger, Mark Zimmermann, René van Eck e Marc Fascher, concluse il campionato di 3. Liga al 16º posto. In Coppa di Germania il Carl Zeiss Jena fu eliminato agli ottavi di finale dallo Schalke 04.

## Rosa
| N. |                     | Ruolo | Calciatore           |
| -- | ------------------- | ----- | -------------------- |
| 1  | Germania (bandiera) | P     | Carsten Nulle        |
| 2  | Germania (bandiera) | D     | Tim Petersen         |
| 3  | Germania (bandiera) | D     | André Schmidt        |
| 4  | Germania (bandiera) | D     | Robert Müller        |
| 5  | Svizzera (bandiera) | D     | Hervé Bochud         |
| 6  | Germania (bandiera) | C     | Carsten Sträßer      |
| 7  | Germania (bandiera) | C     | Torsten Ziegner      |
| 8  | Germania (bandiera) | D     | Ralf Schmidt         |
| 9  | Italia (bandiera)   | A     | Salvatore Amirante   |
| 10 | Malta (bandiera)    | A     | André Schembri       |
| 11 | Germania (bandiera) | A     | Sebastian Hähnge     |
| 12 | Germania (bandiera) | P     | Daniel Kraus         |
| 13 | Germania (bandiera) | A     | Danny Reuther        |
| 14 | Germania (bandiera) | D     | Marco Riemer         |
| 15 | Germania (bandiera) | D     | Amadeus Wallschläger |

| N. |                     | Ruolo | Calciatore       |
| -- | ------------------- | ----- | ---------------- |
| 17 | Svizzera (bandiera) | P     | Gabriel Wüthrich |
| 18 | Germania (bandiera) | D     | Tim Wuttke       |
| 19 | Germania (bandiera) | A     | Lars Fuchs       |
| 20 | Germania (bandiera) | C     | Niels Hansen     |
| 21 | Germania (bandiera) | C     | Richard Kolitsch |
| 22 | Germania (bandiera) | D     | Felix Holzner    |
| 23 | Germania (bandiera) | A     | Dominik Eggemann |
| 23 | Germania (bandiera) | A     | Martin Ullmann   |
| 25 | Germania (bandiera) | P     | Martin Dwars     |
| 26 | Germania (bandiera) | C     | Patrick Amrhein  |
| 27 | Giappone (bandiera) | C     | Naoya Kikuchi    |
| 28 | Germania (bandiera) | A     | Exauce Mayombo   |
| 30 | Germania (bandiera) | C     | René Eckardt     |
| 31 | Germania (bandiera) | C     | Silvio Schröter  |
| 32 | Germania (bandiera) | C     | Sebastian Heidel |

## Organigramma societario
Area tecnica
- Allenatore:
- Allenatore in seconda: Mark Zimmermann
- Preparatore dei portieri: Detlef Zimmer
- Preparatori atletici:

## Calciomercato

### Sessione estiva
| Acquisti | Acquisti             | Acquisti               | Acquisti |
| R.       | Nome                 | da                     | Modalità |
| -------- | -------------------- | ---------------------- | -------- |
| A        | Salvatore Amirante   | Sciaffusa              |          |
| D        | Hervé Bochud         | Sciaffusa              |          |
| P        | Martin Dwars         | Carl Zeiss Jena II     |          |
| A        | Dominik Eggemann     | Carl Zeiss Jena II     |          |
| A        | Sebastian Hähnge     | Hansa Rostock          |          |
| A        | Exauce Mayombo       | TeBe Berlino U19       |          |
| P        | Carsten Nulle        | Paderborn              |          |
| D        | Tim Petersen         | St. Pauli              |          |
| A        | Danny Reuther        | Carl Zeiss Jena II     |          |
| A        | André Schembri       | Eintracht Braunschweig |          |
| D        | Ralf Schmidt         | Norimberga             |          |
| C        | Carsten Sträßer      | Erzgebirge Aue         |          |
| D        | Amadeus Wallschläger | Hertha Berlino         |          |
| D        | Tim Wuttke           | Carl Zeiss Jena II     |          |

| Cessioni | Cessioni                    | Cessioni               | Cessioni |
| R.       | Nome                        | a                      | Modalità |
| -------- | --------------------------- | ---------------------- | -------- |
| D        | Michael Stegmayer           | Aalen                  |          |
| A        | Sami Allagui                | Greuther Fürth         |          |
| C        | Christian Fröhlich          | Kickers Offenbach      |          |
| D        | Sven Günther                | Zwickau                |          |
| D        | Marcus Hoffmann             | Plauen                 |          |
| P        | Kasper Jensen               | Paderborn              |          |
| D        | Ilia K'andelak'i            | Sturm Graz             |          |
| P        | Vasily Khomutovsky          | Augusta                |          |
| C        | Stefan Kühne                | Rot-Weiss Essen        |          |
| D        | Alexander Maul              | Jahn Ratisbona         |          |
| D        | Darlington Omodiagbe        | Osnabrück              |          |
| C        | Kosi Saka                   | Amburgo II             |          |
| C        | George Seturidze            | Met'alurgi Rustavi     |          |
| C        | Jan Šimák                   | Stoccarda              |          |
| C        | Filip Tapalović             | Rijeka                 |          |
| A        | Sándor Torghelle            | Augusta                |          |
| A        | Marcel von Walsleben-Schied | Eintracht Braunschweig |          |
| C        | Tobias Werner               | Augusta                |          |

### Sessione invernale
| Acquisti | Acquisti         | Acquisti  | Acquisti |
| R.       | Nome             | da        | Modalità |
| -------- | ---------------- | --------- | -------- |
| P        | Gabriel Wüthrich | Vaduz     |          |
| A        | Lars Fuchs       | Osnabrück |          |

| Cessioni | Cessioni      | Cessioni        | Cessioni |
| R.       | Nome          | a               | Modalità |
| -------- | ------------- | --------------- | -------- |
| A        | Nils Petersen | Energie Cottbus |          |

## Risultati

### 3. Liga

#### Girone di andata
| Arbitro: | Schmidt |

|                       |           |                         |
| Bambara 75’ Würll 84’ | Marcatori | 39’ Amirante 56’ Hansen |

| Arbitro: | Brych |

|                              |           |                |
| Amirante 58’, 65’ Hähnge 78’ | Marcatori | 28’, 39’ Feick |

| Arbitro: | Trautmann |

|                        |           |                 |
| Semmer 27’ Bunjaku 90’ | Marcatori | 1’ (aut.) Loose |

| Arbitro: | Steinberg |

|            |           |           |
| Hähnge 67’ | Marcatori | 71’ Unger |

| Arbitro: | Siebert |

|                       |           |              |
| Yılmaz 20’ Müller 41’ | Marcatori | 84’ Amirante |

| Arbitro: | Benedum |

|  |           |                                                            |
|  | Marcatori | 5’, 8’, 57’ Rahn 38’ (aut.) Riemer 86’ Träsch 88’ Schieber |

| Arbitro: | Sippel |

|                             |           |            |
| Kokocinski 54’ Fröhlich 79’ | Marcatori | 34’ Hansen |

| Arbitro: | Seiwert |

|            |           |                     |
| Hansen 49’ | Marcatori | 37’ Biran 67’ Stuff |

| Arbitro: | Blos |

|  |           |            |
|  | Marcatori | 72’ Hähnge |

| Jena 19 ottobre 2008, ore 14:00 CEST 10ª giornata | Carl Zeiss Jena | 0 – 0 referto | Dinamo Dresda | Ernst-Abbe-Sportfeld (12 500 spett.)\| Arbitro: \| Wagner \| |
| Arbitro:                                          | Wagner          |               |               |                                                              |

| Arbitro: | Gagelmann |

|                          |           |                        |
| von Walsleben-Schied 78’ | Marcatori | 44’ Hähnge 81’ Ziegner |

| Arbitro: | Steinhaus-Webb |

|                        |           |                  |
| Riemer 8’ Petersen 77’ | Marcatori | 18’, 32’ Schultz |

| Arbitro: | Aytekin |

|            |           |                  |
| Müller 36’ | Marcatori | 90’ (rig.) Alder |

| Brema 8 novembre 2008, ore 14:00 CET 14ª giornata | Werder Brema II | 0 – 0 referto | Carl Zeiss Jena | Weserstadion - Platz 11 (600 spett.)\| Arbitro: \| Frank \| |
| Arbitro:                                          | Frank           |               |                 |                                                             |

| Arbitro: | Schumacher |

|                |           |                                         |
| Hähnge 2’, 73’ | Marcatori | 3’, 9’ Güvenışık 32’ Löning 80’ Kumbela |

| Arbitro: | Rafati |

|  |           |                                          |
|  | Marcatori | 69’ Eckardt 82’ (aut.) Reiß 90’ Amirante |

| Arbitro: | Kunzmann |

|           |           |  |
| Riemer 4’ | Marcatori |  |

| Arbitro: | Stieler |

|          |           |  |
| Fink 29’ | Marcatori |  |

| Arbitro: | Gorniak |

|                          |           |  |
| Schembri 72’ Ziegner 80’ | Marcatori |  |

#### Girone di ritorno
| Jena 20 dicembre 2008, ore 14:00 CET 20ª giornata | Carl Zeiss Jena | 0 – 0 referto | Jahn Ratisbona | Ernst-Abbe-Sportfeld (5 964 spett.)\| Arbitro: \| Kampka \| |
| Arbitro:                                          | Kampka          |               |                |                                                             |

| Arbitro: | Gräfe |

|                                                          |           |  |
| Lukunku 32’ (rig.), 36’ (rig.), 40’ Hensel 68’ Curri 86’ | Marcatori |  |

| Arbitro: | Welz |

|             |           |                |
| Mayombo 90’ | Marcatori | 59’ Cannizzaro |

| Arbitro: | Benedum |

|                                            |           |            |
| Pfingsten-Reddig 6’ Neitzel 69’ Spahic 80’ | Marcatori | 90’ Hähnge |

| Arbitro: | Steuer |

|  |           |                         |
|  | Marcatori | 82’ Contento 90’ Müller |

| Arbitro: | Leicher |

|                                    |           |  |
| Funk 8’ (rig.) Walch 82’ Klauß 90’ | Marcatori |  |

| Arbitro: | Kampka |

|  |           |                       |
|  | Marcatori | 45’ Türker 78’ Zinnow |

| Arbitro: | Pflaum |

|                       |           |  |
| Mattuschka 78’ (rig.) | Marcatori |  |

| Jena 28 marzo 2009, ore 14:00 CET 28ª giornata | Carl Zeiss Jena | 0 – 0 referto | Wuppertal | Ernst-Abbe-Sportfeld (5 535 spett.)\| Arbitro: \| Schriever \| |
| Arbitro:                                       | Schriever       |               |           |                                                                |

| Arbitro: | Weiner |

|                     |           |  |
| Dobrý 51’ Pergl 85’ | Marcatori |  |

| Arbitro: | Dingert |

|                        |           |  |
| Ziegner 74’ Hähnge 87’ | Marcatori |  |

| Arbitro: | Trautmann |

|  |           |                        |
|  | Marcatori | 27’ Hähnge 90’ Sträßer |

| Arbitro: | Zwayer |

|                                     |           |                          |
| Stegmayer 2’ Sailer 19’, 59’ (rig.) | Marcatori | 47’ Holzner 52’ Amirante |

| Arbitro: | Sippel |

|                                |           |             |
| Schembri 63’ Amirante 68’, 74’ | Marcatori | 42’ Schmidt |

| Arbitro: | Schempershauwe |

|                      |           |  |
| Mohr 40’ Kumbela 90’ | Marcatori |  |

| Jena 5 maggio 2009, ore 18:30 CEST 35ª giornata | Carl Zeiss Jena | 0 – 0 referto | Kickers Stoccarda | Ernst-Abbe-Sportfeld (6 548 spett.)\| Arbitro: \| Metzen \| |
| Arbitro:                                        | Metzen          |               |                   |                                                             |

| Arbitro: | Leicher |

|            |           |  |
| Christ 52’ | Marcatori |  |

| Arbitro: | Drees |

|                                                       |           |                               |
| Ziegner 4’ (rig.) Amirante 8’ Schembri 44’ Hähnge 67’ | Marcatori | 28’ Nagy 36’ Fink 88’ Zillner |

| Arbitro: | Perl |

|                       |           |                           |
| Ristić 31’ Öztürk 35’ | Marcatori | 49’ Amirante 53’ Schembri |

### Coppa di Germania
| Arbitro: | Schalk |

|                         |           |           |
| Schembri 50’ Riemer 56’ | Marcatori | 78’ Lakić |

| Arbitro: | Rafati |

|              |           |  |
| Petersen 26’ | Marcatori |  |

| Arbitro: | Aytekin |

|              |           |                                         |
| Schembri 68’ | Marcatori | 19’, 66’ Farfán 71’ Rakitić 90’ Kurányi |

## Statistiche

### Statistiche di squadra
| Competizione      | Punti | In casa | In casa | In casa | In casa | In casa | In casa | In trasferta | In trasferta | In trasferta | In trasferta | In trasferta | In trasferta | Totale | Totale | Totale | Totale | Totale | Totale | DR  |
| Competizione      | Punti | G       | V       | N       | P       | Gf      | Gs      | G            | V            | N            | P            | Gf           | Gs           | G      | V      | N      | P      | Gf     | Gs     | DR  |
| ----------------- | ----- | ------- | ------- | ------- | ------- | ------- | ------- | ------------ | ------------ | ------------ | ------------ | ------------ | ------------ | ------ | ------ | ------ | ------ | ------ | ------ | --- |
| 3. Liga           | 41    | 19      | 6       | 8       | 5       | 23      | 27      | 19           | 4            | 3            | 12           | 18           | 32           | 38     | 10     | 11     | 17     | 41     | 59     | -18 |
| Coppa di Germania | -     | 3       | 2       | 0       | 1       | 4       | 5       | 0            | 0            | 0            | 0            | 0            | 0            | 3      | 2      | 0      | 1      | 4      | 5      | -1  |
| Totale            | 41    | 22      | 8       | 8       | 6       | 27      | 32      | 19           | 4            | 3            | 12           | 18           | 32           | 41     | 12     | 11     | 18     | 45     | 64     | -19 |

### Andamento in campionato
| Giornata  | 1 | 2 | 3  | 4  | 5  | 6  | 7  | 8  | 9  | 10 | 11 | 12 | 13 | 14 | 15 | 16 | 17 | 18 | 19 | 20 | 21 | 22 | 23 | 24 | 25 | 26 | 27 | 28 | 29 | 30 | 31 | 32 | 33 | 34 | 35 | 36 | 37 | 38 |
| --------- | - | - | -- | -- | -- | -- | -- | -- | -- | -- | -- | -- | -- | -- | -- | -- | -- | -- | -- | -- | -- | -- | -- | -- | -- | -- | -- | -- | -- | -- | -- | -- | -- | -- | -- | -- | -- | -- |
| Luogo     | T | C | T  | C  | T  | C  | T  | C  | T  | C  | T  | C  | C  | T  | C  | T  | C  | T  | C  | C  | T  | C  | T  | C  | T  | C  | T  | C  | T  | C  | T  | T  | C  | T  | C  | T  | C  | T  |
| Risultato | N | V | P  | N  | P  | P  | P  | P  | V  | N  | V  | N  | N  | N  | P  | V  | V  | P  | V  | N  | P  | N  | P  | P  | P  | P  | P  | N  | P  | V  | V  | P  | V  | P  | N  | P  | V  | N  |
| Posizione | 9 | 6 | 10 | 12 | 15 | 18 | 18 | 19 | 17 | 17 | 15 | 16 | 16 | 16 | 16 | 12 | 11 | 14 | 11 | 11 | 12 | 13 | 13 | 15 | 16 | 16 | 18 | 19 | 19 | 17 | 16 | 17 | 16 | 16 | 17 | 18 | 17 | 16 |

Legenda:

Luogo: C = Casa; T = Trasferta. Risultato: V = Vittoria; N = Pareggio; P = Sconfitta.

### Statistiche dei giocatori
| Giocatore       | 3. Liga  | 3. Liga | 3. Liga     | 3. Liga    | Coppa di Germania | Coppa di Germania | Coppa di Germania | Coppa di Germania | Totale   | Totale | Totale      | Totale     |
| Giocatore       | Presenze | Reti    | Ammonizioni | Espulsioni | Presenze          | Reti              | Ammonizioni       | Espulsioni        | Presenze | Reti   | Ammonizioni | Espulsioni |
| --------------- | -------- | ------- | ----------- | ---------- | ----------------- | ----------------- | ----------------- | ----------------- | -------- | ------ | ----------- | ---------- |
| S. Amirante     | 33       | 10      | 11          | 0          | 3                 | 0                 | 1                 | 0                 | 36       | 10     | 12          | 0          |
| P. Amrhein      | 7        | 0       | 1           | 0          | 0                 | 0                 | 0                 | 0                 | 7        | 0      | 1           | 0          |
| H. Bochud       | 5        | 0       | 1           | 1          | 1                 | 0                 | 0                 | 0                 | 6        | 0      | 1           | 1          |
| M. Dwars        | 1        | 0       | 0           | 0          | 0                 | 0                 | 0                 | 0                 | 1        | 0      | 0           | 0          |
| R. Eckardt      | 24       | 1       | 2           | 0          | 1                 | 0                 | 0                 | 0                 | 25       | 1      | 2           | 0          |
| D. Eggemann     | 1        | 0       | 0           | 0          | 0                 | 0                 | 0                 | 0                 | 1        | 0      | 0           | 0          |
| L. Fuchs        | 12       | 0       | 1           | 0          | 1                 | 0                 | 0                 | 0                 | 13       | 0      | 1           | 0          |
| N. Hansen       | 26       | 3       | 4           | 0          | 3                 | 0                 | 0                 | 0                 | 29       | 3      | 4           | 0          |
| S. Heidel       | 1        | 0       | 0           | 0          | 0                 | 0                 | 0                 | 0                 | 1        | 0      | 0           | 0          |
| F. Holzner      | 10       | 1       | 0           | 0          | 0                 | 0                 | 0                 | 0                 | 10       | 1      | 0           | 0          |
| S. Hähnge       | 38       | 10      | 3           | 0          | 3                 | 0                 | 1                 | 0                 | 41       | 10     | 4           | 0          |
| N. Kikuchi      | 17       | 0       | 4           | 0          | 1                 | 0                 | 0                 | 0                 | 18       | 0      | 4           | 0          |
| R. Kolitsch     | 4        | 0       | 0           | 0          | 0                 | 0                 | 0                 | 0                 | 4        | 0      | 0           | 0          |
| D. Kraus        | 1        | 0       | 0           | 0          | 0                 | 0                 | 0                 | 0                 | 1        | 0      | 0           | 0          |
| E. Mayombo      | 5        | 1       | 0           | 0          | 0                 | 0                 | 0                 | 0                 | 5        | 1      | 0           | 0          |
| R. Müller       | 37       | 1       | 3           | 0          | 3                 | 0                 | 1                 | 0                 | 40       | 1      | 4           | 0          |
| C. Nulle        | 37       | 0       | 1           | 1          | 3                 | 0                 | 0                 | 0                 | 40       | 0      | 1           | 1          |
| N. Petersen     | 18       | 0       | 1           | 0          | 2                 | 1                 | 0                 | 0                 | 20       | 1      | 1           | 0          |
| T. Petersen     | 27       | 1       | 2           | 0          | 3                 | 0                 | 0                 | 0                 | 30       | 1      | 2           | 0          |
| D. Reuther      | 3        | 0       | 0           | 0          | 0                 | 0                 | 0                 | 0                 | 3        | 0      | 0           | 0          |
| M. Riemer       | 36       | 2       | 8           | 0          | 3                 | 1                 | 0                 | 1                 | 39       | 3      | 8           | 1          |
| A. Schembri     | 32       | 4       | 5           | 1          | 3                 | 2                 | 0                 | 0                 | 35       | 6      | 5           | 1          |
| A. Schmidt      | 2        | 0       | 0           | 1          | 1                 | 0                 | 1                 | 0                 | 3        | 0      | 1           | 1          |
| R. Schmidt      | 31       | 0       | 6           | 0          | 2                 | 0                 | 0                 | 0                 | 33       | 0      | 6           | 0          |
| S. Schröter     | 6        | 0       | 0           | 0          | 0                 | 0                 | 0                 | 0                 | 6        | 0      | 0           | 0          |
| C. Sträßer      | 32       | 1       | 4           | 0          | 3                 | 0                 | 0                 | 0                 | 35       | 1      | 4           | 0          |
| M. Ullmann      | 3        | 0       | 0           | 0          | 0                 | 0                 | 0                 | 0                 | 3        | 0      | 0           | 0          |
| A. Wallschläger | 17       | 0       | 4           | 0          | 1                 | 0                 | 0                 | 0                 | 18       | 0      | 4           | 0          |
| T. Wuttke       | 21       | 0       | 8           | 0          | 1                 | 0                 | 0                 | 0                 | 22       | 0      | 8           | 0          |
| G. Wüthrich     | 0        | 0       | 0           | 0          | 0                 | 0                 | 0                 | 0                 | 0        | 0      | 0           | 0          |
| T. Ziegner      | 30       | 4       | 8           | 1          | 3                 | 0                 | 2                 | 0                 | 33       | 4      | 10          | 1          |